# Jennifer Hudson
Jennifer Kate Hudson (Chicago, 12 de septiembre de 1981), también conocida por su apodo J.Hud, es una cantante y actriz estadounidense. Habiendo recibido numerosos galardones por su trabajo en música, cine, televisión y teatro, Hudson se convirtió en la mujer más joven y la tercera afroamericana en recibir los cuatro premios más importantes del entretenimiento estadounidense: Emmy, Grammy, Oscar, y Tony (EGOT) en 2022.Fue incluida en el Paseo de la Fama de Hollywood en 2013, y Time la nombró una de las 100 personas más influyentes del mundo en 2020.
Hudson saltó a la fama en 2004 como finalista de la tercera temporada del reality show, American Idol, donde quedó en séptimo lugar. Firmó con Arista Records para lanzar su álbum de estudio debut homónimo (2008), que alcanzó el puesto número dos en el Billboard 200 y ganó el Grammy al Mejor Álbum de R&B en la 51.ª edición de los Premios Grammy. Su segundo y tercer álbum de estudio, I Remember Me (2011) y JHUD (2014), ambos alcanzaron el top diez del Billboard 200; Este último fue lanzado por RCA Records. Firmó con Interscope para lanzar su cuarto y primer álbum de Navidad, The Gift of Love (2024), su primer proyecto en solitario en una década.
Hizo su debut cinematográfico como Effie White en el musical Dreamgirls (2006), por el que ganó el Premio de la Academia a la Mejor Actriz de Reparto y se convirtió en la receptora afroestadounidense más joven del premio. Desde entonces, interpretó a Aretha Franklin en la película biográfica musical Respect (2021) y actuó en películas como Sex and the City (2008), The Secret Life of Bees (2008), Winnie Mandela (2011), Black Nativity (2013), Sing (2016), Cats (2019). También ha aparecido en series como Smash (2012), Empire (2015) y la película, Confirmation (2016).
En el escenario, actuó en la nueva versión del musical de Broadway, The Color Purple (2015) y ganó el Premio Tony al Mejor musical como productora de A Strange Loop (2022). Hudson se ha desempeñado como entrenadora tanto en la versión británica como en la estadounidense del reality, The Voice de 2017 a 2019, y se convirtió en la primera entrenadora en liderar un equipo ganador en la primera. Desde 2022, presenta su propio programa de entrevistas, The Jennifer Hudson Show.

## Biografía
Jennifer Kate Hudson nació el 12 de septiembre de 1981 en Chicago, Illinois. Es la tercera e hija más joven de Darnel Donnerson y Samuel Simpson. Creció como bautista en Englewood, Chicago, y asistió al Dunbar Vocational High School, desde el cual se graduó en 1999. Ella cita a Whitney Houston, Aretha Franklin Mariah Carey y Patti LaBelle como sus mayores influencias e inspiración. A los siete años de edad, comenzó su carrera en el coro de la iglesia y realizando teatro comunitario con la ayuda de su abuela materna, Julia. Se matriculó en la Universidad de Langston pero se retiró después de un semestre debido a nostalgia e infelicidad con el clima, y se registró en el Kennedy–King College.
En enero de 2017, Hudson firmó su primer contrato discográfico con Righteous Records, un sello discográfico independiente con sede en Chicago. Fue absuelta de su contrato de cinco años de duración con Righteous Records para que pudiera presentarse en American Idol en 2004.

## Carrera

### 2004-2005: American Idol
Hudson participó en el casting de la tercera temporada de American Idol en Atlanta comentando que había estado cantando en el Disney Cruise Line (a bordo del Disney Wonder) los pasados meses (como una de las Musas de Hércules); y el juez Randall Darius Jackson dijo: "Esperamos ver más que una actuación de crucero de parte tuya".[cita requerida] Hudson recibió el más alto número de votos en el "Top 9" después de su interpretación del tema «Circle of Life» de Elton John el 6 de abril de 2004, pero dos semanas después fue eliminada durante el "Top 7" después de su interpretación del tema «Weekend in New England» de Barry Manilow. La silla de eliminación consistía en tres mujeres afroamericanas, las cuales generó controversia. En mayo de 2009, MTV incluyó a Hudson como la sexta y más grande American Idol y señaló su salida como el más impactante de todos los tiempos. En mayo de 2010, el diario Los Angeles Time afirmó que Hudson era la tercera gran participante de Idol en la historia del show, ubicándose detrás de la ganadora de la primera temporada Kelly Clarkson y la ganadora de la cuarta temporada Carrie Underwood.

### 2006-2007: Dreamgirls y estrellato
En una de sus primera apariciones en una grabación, Hudson es incluida en un dueto, «The Future Ain't What It Used to Be» en el álbum Bat Out of Hell III: The Monster Is Loose de Meat Loaf. En septiembre de 2006, Hudson interpretó la canción «Over It», en vivo en el Morning News de Fox Chicago. En la entrevista comentó que la canción sería incluida en su álbum debut, el cual se lanzaría a comienzos de 2007; sin embargo, esto fue antes de que firmará con un sello discográfico. En noviembre de 2006, Hudson firmó un contrato discográfico con Arista Records. En The Oprah Winfrey Show, Hudson anunció sus planes de entrar al estudio en marzo de 2007.[cita requerida] Hudson dijo en The Tyra Banks Show, el 23 de febrero de 2007, que ella había finalizado la primera canción del álbum.[cita requerida] Hudson también grabó una canción que ella coescribió con Bill Grainer y Earl Powell llamada «Stand Up», el cual fue liberado como abre bocas en su sitio web para fanáticos. La canción fue producida por los nativos de Chicago Powell and Herman Little III, quienes también realizaron los arreglos de la canción. El power-ballada estaría disponible tiempo después en la edición de lujo del álbum debut homónimo de Hudson como material adicional.
En noviembre de 2005, Hudson fue elegida en el papel de Effie White para la adaptación cinematográfica del musical Dreamgirls, el cual también incluía a Jamie Foxx, Beyoncé Knowles and Eddie Murphy. El papel, originalmente creado en una actuación de Broadway por Jennifer Holliday,[cita requerida] marcó el debut interpretativo de Hudson en la pantalla. Ganó el papel sobre más de cientos de actrices y cantantes profesionales, incluyendo Fantasia Barrino. El rodaje de Dreamgirls comenzó el 9 de enero de 2006, y la película fue lanzada limitadamente el 25 de diciembre de 2006, con estreno nacional el 12 de enero de 2007. Hudson ha ganado elogios por su rendimiento interpretativo en pantalla de la canción «And I Am Telling You I'm Not Going», la canción líder del papel, el cual había sido grabado anteriormente, y ha alcanzado el estatus de estándar musical, gracias a la interpretación definitiva de Jennifer Holliday. The New York Observer describió la interpretación de Hudson en la canción como "cinco melifluos", minutos molto vibrato que han catapultado repentinamente a Ms. Hudson... en la posición de principal candidato a la mejor actriz de reparto en los Premios Óscar". Newsweek dijo que cuando los espectadores escuchar a Hudson cantar la canción, ella "va a dejar la piel de gallina en todo el mundo". Variety escribió que la interpretación de Hudson "trae a la mente debut como el de Barbra Streisand en Funny Girl o Bette Midler en La rosa, con una voz como la de la joven Aretha". La versión de Hudson del tema «And I Am Telling You I'm Not Going» debutó en el #98 del Billboard Hot 100 el 13 de enero de 2007.[cita requerida] El tema de Dreamgirls se convirtió en el primer éxito top 10 de Hudson en la lista Hot Adult R&B Airplay de Billboard el 24 de febrero de 2007.[cita requerida] «Love You I Do» fue la ganadora del "Premio Grammy a la Mejor canción escrita para una película, televisión u otro medio visual en 2008 (actualmente: Premio Grammy a la Mejor Canción Escrita para Medios Visuales).

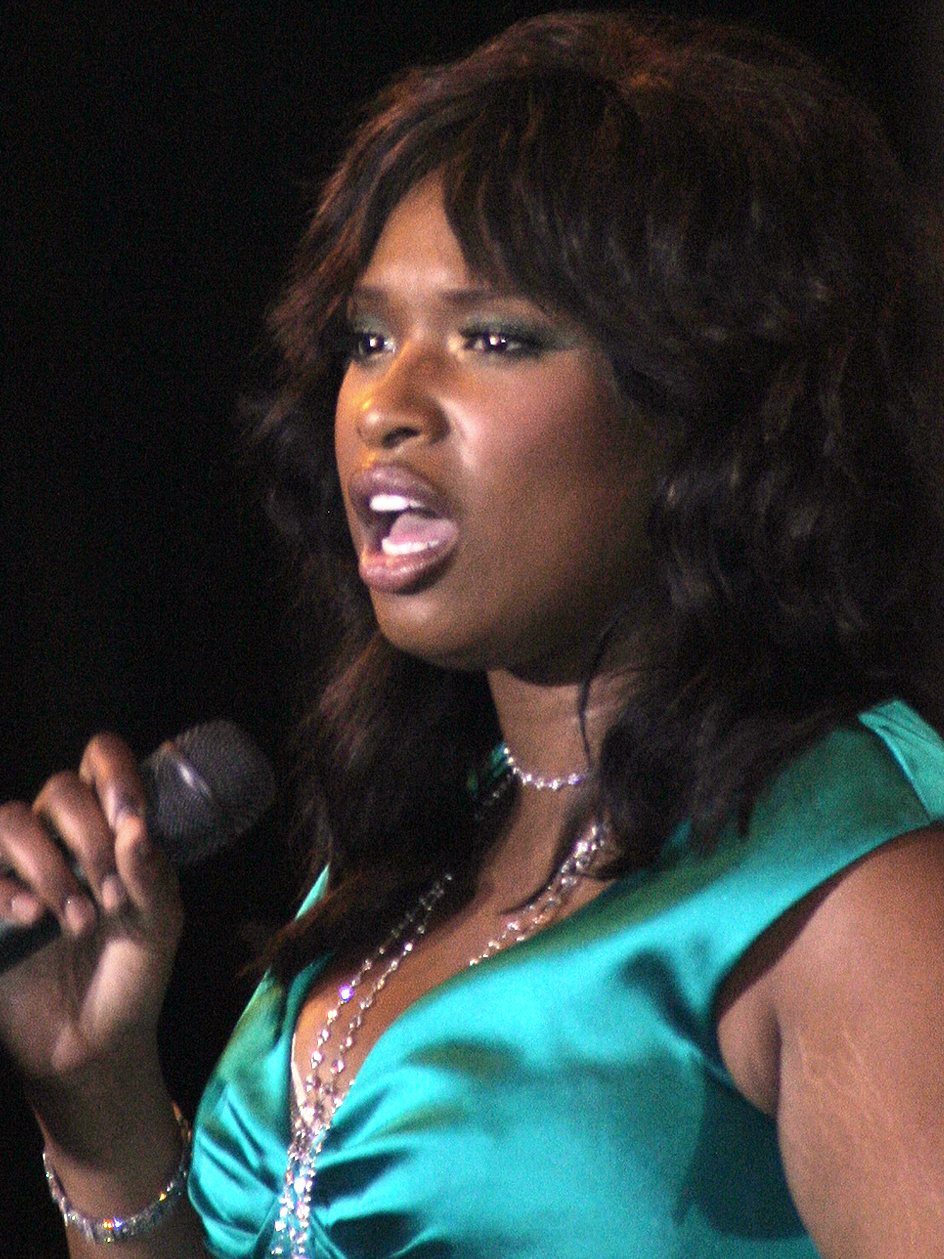
Hudson en 2007

Como Effie White, Hudson ha ganado 29 premios de los críticos de cine como Mejor Actriz de Reparto y Artista Revelación en 2006. Ganó el Globo de Oro como Mejor Actriz de Reparto. Además, ha sido nombrada Mejor Actriz de Reparto por la Broadcast Film Critics Association y también por el Sindicato de Actores de Cine. Después de ver la actuación de Hudson en Dreamgirls, Simon Cowell grabó un mensaje de felicitaciones para ella, el cual fue emitido en The Oprah Winfrey Show. Con la edición de marzo de 2007, Jennifer Hudson se convirtió en la tercera celebridad afroamericana y la primera cantante afroamericana en aparecer en la portada de Vogue. El 11 de febrero de 2007, la edición n.º 60 de los Premios BAFTA tuvo lugar en Londres, pero Hudson no pudo asistir para aceptar su premio a Mejor actriz de reparto. El premio BAFTA se perdió y Hudson no lo recibió hasta el 22 de abril de 2011, cuando fue presentado a ella en el Graham Norton Show. El 25 de febrero de 2007, ganó el Premio Oscar a Mejor actriz de reparto por su papel en la película. Durante su discurso de aceptación, Hudson dijo: "Oh por Dios, debo tomar este momento. No puedo creerlo. Miren lo que Dios puede hacer. Nunca creí que llegaría a ganar. [...] Si mi abuela estuviera aquí para verme ahora. Ella era mi más grande inspiración". También concluyó su discurso agradeciendo a Jennifer Holliday.
Más tarde en 2007, el alcalde de su ciudad natal, Chicago, Richard M. Daley, declaró el 6 de marzo como el "Día de Jennifer Hudson". Fue invitada para unirse a la Academia de Artes y Ciencias Cinematográficas el 18 de junio, junto a otras 115 personas para el año 2007. Entertainment Weekly puso su rendimiento en la final de la década, diciendo, "Seguramente, la actuación de Beyoncé fue genial. Y la de Eddie Murphy fue impresionante. Pero no había realmente una sola razón por la que todos se apresurarán a ver Dreamgirls si no fuese por la interpretación de Hudson en el clásico «And I'm Telling You I'm Not Going». Cuando ella cantó "You're not gonna love me", no fue solo una letra - era un acontecimiento".

### 2008-2009: Winnie Mandela y Jennifer Hudson
En mayo de 2008, Hudson apareció en la película Sex and the City como Louise, la asistente de Carrie Bradshaw. El rodaje finalizó en diciembre de 2007 y la película fue estrenada el 30 de mayo de 2008. En octubre de 2008, Hudson realizó su tercera aparición cinematográfica en The Secret Life of Bees como Rosaleen, la figura materna de Lily Owens (Dakota Fanning). En la película, también están sus compañeros nominados al Oscar Queen Latifah y Sophie Okonedo, así como también Alicia Keys. La película se estrenó el 17 de octubre de 2008, y recaudó más de $37 millones en taquilla. La película ganó dos People's Choice Awards en enero de 2009 en las categorías Película Favorita de Drama y Película Independiente Favorita. La película también recibió nueve nominaciones en los Premios Black Reel, ganando tres de ellas. Hudson fue nominada por su actuación en la película, pero perdió por Queen Latifah. La película también recibió ocho nominaciones en los NAACP Image Award de 2009, incluyendo una nominación para Hudson por su actuación. En 2009, Hudson interpretó a Kathy Archenault en Winged Creatures, una película basada en la novela de Roy Freirich, junto a Dakota Fanning and Forest Whitaker. El nombre de la película fue cambiado de Winged Creatures a Fragments.[cita requerida] Fue estrenado en DVD el 4 de agosto de 2009. En 2010, Hudson comenzó a filmar la película biográfica Winnie Mandela basado en el político sudafricano Winnie Mandela junto a Terrence Howard y dirigido por Darrell J. Roodt. Andre Pieterse & Roodt y Paul L. Johnson basan el guion de la película en la biografía de Anne Marie du Preez Bezdrob, Winnie Mandela: Un Vida. El Sindicato de Trabajadores Creativos de Sudáfrica se han opuesto a esta elección, declarando que empujaran a una moratoria sobre la película si el casting no se revierte. Winnie Mandela ha amenazado con emprender acciones legales por esta película, declarando que no fue "consultada" sobre la película. Winnie Mandela fue originalmente programada para ser estrenada en diciembre de 2001; el tráiler fue publicado en 2010. Image Entertainment estrenó la película el 6 de septiembre de 2013.
En enero de 2008, Hudson regresó al estudio para grabar nuevas canciones para su álbum de estudio debut. Su compañía discográfica se mostró en desacuerdo con la dirección que le estaban dando musicalmente a Hudson y decidieron desechar las antiguas canciones y en cambio, centrarse en nuevas. Hudson trabajo con Ryan Tedder y Timbaland en un par de canciones. Su sencillo debut, «Spotlight» fue estrenada el 10 de junio de 2008 y se convirtió en el primer éxito top 40 de Hudson alcanzando la posición n.º 24 en el Billboard Hot 100 y convirtiéndose en un éxito top 20 en Reino Unido Turquía. Su álbum de estudio debut Jennifer Hudson fue publicado el 30 de septiembre de 2008 por el sello Arista Records y fue escrito por Ne-Yo, quien coprodujo junto a Stargate. Contribuyentes adicionales en el álbum incluyen Timbaland, Missy Elliott, Robin Thicke, Harvey Mason, Jr., Diane Warren, Earl Powell y "Tricky" Stewart, entre otros. El álbum debutó en el #2 del Billboard 200 con 217.000 copias en Estados Unidos y recibió comentarios positivos. En agosto de 2009, el álbum había vendido 739.000 copias en Estados Unidos, recibiendo certificación de Oro por superar ventas de 500.000. Ella ha interpretado la canción «All Dressed in Love» para la banda sonora de la película Sex and the City, el cual fue publicado el 27 de mayo de 2008. Hudson interpretó el himno nacional en la Convención Nacional Demócrata de 2008. El segundo sencillo del álbum iba a ser lanzado en octubre de 2008, y se estableció originalmente «My Heart» antes que «If This Isn't Love» fuese escogido oficialmente como segundo sencillo. Después de que tres miembros de su familia fueran brutalmente asesinados, el sencillo fue reprogramado para enero de 2009. Sin embargo, en enero de 2009, su sello decidió posponer el lanzamiento del segundo sencillo una vez más, para luego fijar una fecha en febrero de 2009. Después del lanzamiento de «If This Isn't Love», el sencillo con el tiempo alcanzó la posición #63 en el Billboard Hot 100 y el #37 en el UK Singles Chart. El tercer sencillo fue anunciado como «Pocketbook» en colaboración con Ludacris en abril de 2009, para ser lanzado en junio de 200, a pesar de las especulaciones de que el tercer sencillo sería «My Heart» después de haber sido cancelado como segundo sencillo. En mayo de 2009, «Pocketbook» fue cancelado como tercer sencillo debido a respuesta negativa de los fanes y el disgusto de la crítica. El tercer sencillo fue entonces reprogramado como «Giving Myself» y fue publicado el 2 de junio de 2009 en Estados Unidos. Su álbum debut cosechó tres nominaciones en los Premios Grammy de 2009 en las categorías Mejor interpretación vocal de R&B femenina por «Spotlight», Mejor interpretación vocal femenina R&B por un dúo o grupo vocal por «I'm His Only Woman» con Fantasia Barrino, y Mejor álbum de R&B por Jennifer Hudson. Ella ganó la última de estas y se presentó en la ceremonia de premios.

### 2009-2011: I Remember Me y otras actividades

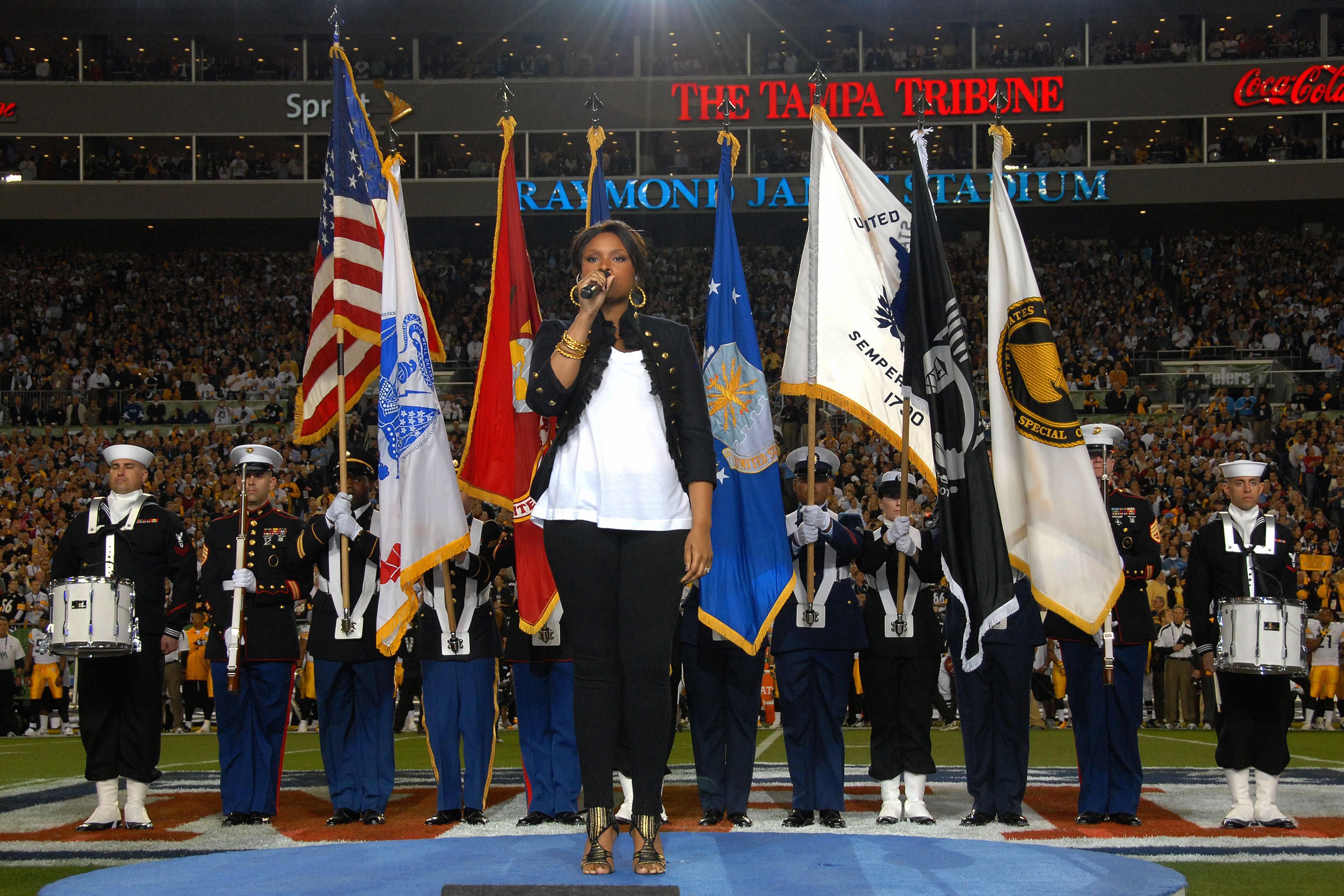
Primera aparición de Hudson después del asesinato de tres miembros de su familia, incluyendo su madre, canta el Himno Nacional en el Super Bowl XLIII

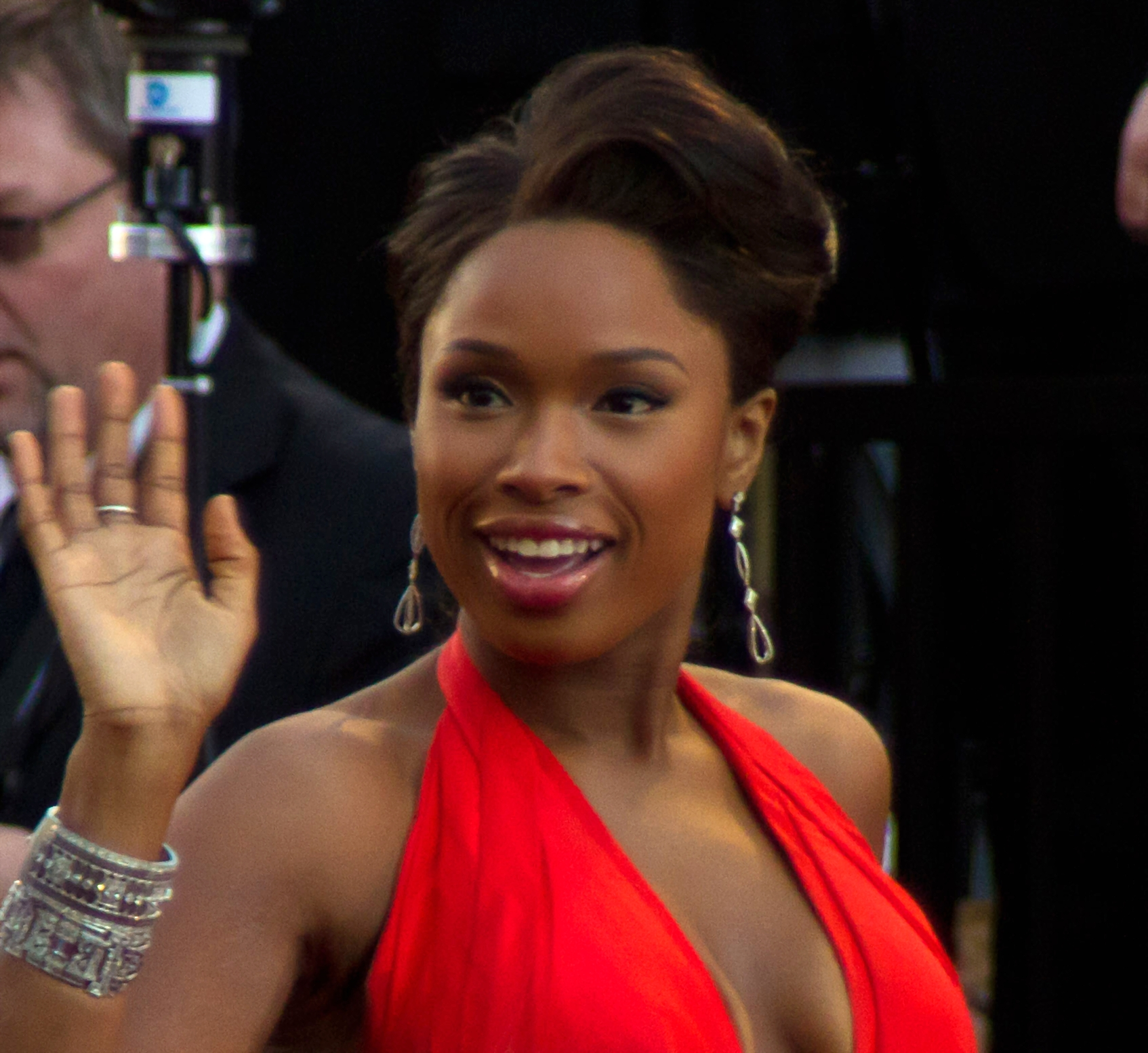
Hudson en la edición #83 de los Premios Oscar en 2011

En febrero de 2009, Hudson hizo su primera aparición desde los asesinatos cuando cantó The Star-Spangled Banner en el Super Bowl XLIII. Ella realizó una gira por Estados Unidos junto a Robin Thicke en 2009. A comienzos de 2009, Hudson sufrió "fatiga de la garganta" y tuvo que reprogramar sus conciertos del 16 al 19 de mayo de 2009. Ella cantó «Will You Be There» en el Funeral de Michael Jackson en julio de 2009. Hudson grabó «Neither One of Us (Wants to Be the First to Say Goodbye)», originalmente interpretada por Gladys Knight & the Pips para American Idol Season 3: Greatest Soul Classics - el álbum oficial de la tercera temporada de American Idol. También interpretó la canción «Easy to be Hard» para el musical Hair;[cita requerida] y se incluye en el segundo álbum de Ne-Yo Because of You, en la canción, «Leaving Tonight». Hudson cantó «Dancing a Catchy Rhythm» con Brooke White.[cita requerida] Hudson interpretó un especial de Navidad en ABC en diciembre de 2009 llamado Jennifer Hudson: I'll Be Home for Christmas. Durante el especial, revivía sus navidades infantiles con actuaciones musicales filmados en sus lugares favoritos de Chicago. Hudson también visitó los miembros de sus familia, amigos y otras influencias de la niñez durante la emisión. El 22 de enero de 2010, Hudson apareció en el teletón Hope for Haiti Now: A Global Benefit for Earthquake Relief', interpretando el éxito de The Beatles «Let It Be (canción)|Let it Be». La transmisión generó $61 millones en donaciones a partir del 26 de enero de 2010. También, ese año, Hudson grabó la canción «One Shining Moment» para el Campeonato de la División I de Baloncesto Masculino de la NCAA.
En 2010, Hudson se convirtió en la portavoz para Weight Watchers. Ella ha perdido 56 libras (25 kg) en el último año y "no quiere perder más peso". Sin embargo, el 10 de febrero de 2011, apareció en The Oprah Winfrey Show y reveló que había perdido un total de 80 libras. Su autobiografía, I Got This: How I Changed My Ways and Lost What We Weighed Me Down, detallando su pérdida de peso.
En el temprano desarrollo del álbum I Remember Me, Ne-Yo dijo a E! Online que Hudson estaba lista para sacar su lado más personas en el segundo álbum de estudio y que el debía producir el álbum. Él dijo "Ella ha pasado por mucho en el último año, tiene mucho de que hablar", el continuo. "Ella definitivamente se ha vuelto más fuerte. Las cosas que ha atravesado y aun así sigue siendo optimista y feliz. Es emocionante". Hudson publicó su segundo álbum de estudio I Remember Me el 22 de marzo de 2011. Debutó en el #2 en Billboard 200 vendiendo 165.000 copias en su primera semana de lanzamiento. El 24 de enero de 2011, Hudson estreno el sencillo líder del álbum «Where You At». Fue escrito por R. Kelly y producido por Harvey Mason, Jr. La canción se estrenó en radio esa misma semana. El 3 de febrero de 2011, el sencillo debutó en la lista Hot R&B/Hip-Hop Songs en el #53, habiendo alcanzado muy rápido el puesto #10. El vídeo musical se estrenó en el programa 106 & Park de la cadena BET Network y a través de Vevo en febrero de 2011. «No One Gonna Love You» impacto en la radio urbana contemporánea de Estados Unidos en mayo de 2011. Un remix titulado «No One Gonna Love You - The Remixes» fue publicado en descarga digital en Estados Unidos y Reino Unido en julio de 2011. La canción alcanzó el #23 en el Hot R&B/Hip-Hop Songs. The third US sencillo will be "I Got This". El tema «Don't Look Down» alcanzó el #70 en el Hot R&B/Hip-Hop Songs.

### 2012-2020: JHUD y continuación en la actuación
Hudson interpretó a monja en la película de 2012 de Peter Farrelly y Bobby Farrelly Los tres chiflados. El después de la muerte de Whitney Houston, Hudson rindió tributo al cantar la canción icónica de Houston «I Will Always Love You» durante la ceremonia de Premios Grammy de 2012 en el Staples Center en Los Ángeles, California. Hudson apareció como estrella invitada un episodio múltiple en la segunda temporada de la serie de NBC, Smash. Canto «America the Beautiful» con el coro del Sandy Hook Elementary School en el Super Bowl XLVII. Hudson canto en los Premios Oscar de 2012 en homenaje a las películas musicales. Interpretó «Same Love» junto a Macklemore, Ryan Lewis y Mary Lambert en los MTV Video Music Awards en 2013.
El 21 de septiembre de 2013, un nuevo del próximo álbum (tercero) de estudio publicado en su sitio web. La balada uptempo ambientada en los 70s, titulada «I Can't Describe (The Way I Feel)» en colaboración con T.I. con la producción de Pharrell, interpretó la canción junto a Chaka Khan, Evelyn "Champagne" King y T.I. en los Premios Soul Train de 2013. En octubre de 2013, Hudson protagonizó el drama The Inevitable Defeat of Mister & Pete junto Jordin Sparks así como también el drama/musical Black Nativity. Además, apareció junto a Amy Adams en el drama Lullaby. El 13 de octubre de 2013, Hudson fue premiada con la estrella n.º 2.512 en el Paseo de la Fama de Hollywood.
El tercer álbum de estudio de Hudson, JHUD, fue publicado el 23 de septiembre de 2014. Hudson describió el álbum como más "optimista" que su anterior material. Trabajo con Timbaland, Pharrell Williams, RedOne, R. Kelly, entre otros. RedOne dijo sobre el material: "No es del todo dance, pero si es un dance conmovedor. Es muy 'estilo 70s'". Hudson declaró "Lo que estamos haciendo se siente tan bien que nunca quiero ir a casa (desde el estudio). Mi hermana y mi mánager dormirán en el sofá mientras trabajamos hasta las 4 o 5 de la mañana". Hudson confirmó una canción del álbum sería «It's World Your World» e incluirá a R. Kelly, en una entrevista con Jonathan Ross en The Jonathan Ross Show. El 20 de enero fue publicado el vídeo musical de «Walk it Out» junto a Timbaland, el cual es el primer sencillo desprendido del álbum. El 3 de julio anunció que el nombre del álbum era JHUD e incluirá "diferentes expresiones de [Hudson] como artista, chica, [y] una amante de la música".
En enero de 2015, fue anunciado que Hudson realizaría su debut en Broadway como Shug Avery en un renacimiento de The Color Purple. Realizó una aparición especial y canto una canción en el décimo episodio de la primera temporada de Empire. Hudson interpretó «Can't Let Go» de Marc Shaiman y Scott Wittman en los Premios Oscar de 2014 como tributo a las perdidas individuales de Hollywood en el año anterior. Su siguiente proyecto actoral incluye la película de HBO Confirmation y la película musical de Spike Lee Chiraq.
En noviembre de 2016 se confirmó la presencia de Jennifer Hudson en The Voice UK, junto a Gavin, Tom Jones y William, miembro del grupo Black Eyed Peas.
El 23 de mayo de 2017, en el capítulo final de la temporada 12, de The Voice Estados Unidos, se confirma la participación de Jennifer Hudson como entrenadora para la temporada 13, junto a Adam Levine, Blake Shelton y Miley Cyrus. En diciembre de 2017, se confirma que Jennifer Hudson regresara a The Voice UK, esta vez junto a Olly, Tom Jones y William (miembro del grupo The Black Eyed Peas).
En enero del 2018, se confirmó que Jennifer Hudson volvería como entrenadora en la temporada 15 de The Voice Estados Unidos, junto a Adam Levine, Kelly Clarkson y Blake Shelton. Más tarde ese mes, Clive Davis reveló que Hudson había sido elegida personalmente por Aretha Franklin para interpretarla en una eventual película biográfica con una posible fecha de estreno en 2021. A fines de 2018, se confirma que Jennifer Hudson estará de vuelta en The Voice UK, junto al mismo elenco de la temporada pasada, Olly, Tom Jones y William.
El 4 de diciembre de 2020, se estrenó una nueva versión de «Oh Santa!», canción que originalmente formó parte del álbum «Merry Christmas II You» de Mariah Carey, en la que Jennifer Hudson participa en conjunto con la cantante Ariana Grande, para un especial de Navidad llamado Mariah Carey's Magical Christmas Special, el cual fue transmitido en la misma fecha a través de la plataforma de Apple TV+.

### 2021–presente:Respect, EGOT, programa de entrevistas,The Gift of Love
El 20 de julio de 2021, Hudson fue entrevistada por Oprah Winfrey sobre su papel de Aretha Franklin en la película, Respect. La película biográfica de Aretha Franklin, Respect, fue dirigida por Liesl Tommy y se estrenó en agosto de 2021. La actuación de Hudson le valió el Premio del Presidente en el Festival Internacional de Cine de Palm Springs, así como una nominación al Premio del Sindicato de Actores a la mejor actriz. La película estuvo acompañada de una banda sonora cantada íntegramente por Hudson con versiones de varias canciones de Franklin y una canción original de Hudson, «Here I Am (Singing My Way Home)», que se lanzó como sencillo principal de la banda sonora en junio de 2021. La canción le valió a Hudson nominaciones para el Globo de Oro a la mejor canción original y el Premio Grammy a la mejor canción escrita para medios visuales. La banda sonora de la película recibió una nominación al Premio Grammy a la mejor recopilación de banda sonora para película, televisión u otro medio visual.
En febrero de 2022, Jennifer Hudson fue una de las grandes ganadoras de la noche en los NAACP Image Awards de 2022. Ganó el premio a la Artista del Año y a la Actriz Destacada en una Película por su interpretación de Aretha Franklin en la película Respect. En mayo de 2022, Hudson recibió una nominación al Premio Tony al Mejor musical por trabajar como productor del musical de Broadway, A Strange Loop. OEl 12 de junio de 2022, Hudson se convirtió en una de las diecisiete personas que ganaron un Oscar, un Grammy, un Emmy y un Tony ("status EGOT") en los 75.ª edición de los Premios Tony. Apareció en la película de 2022, Tell It Like a Woman y protagonizó el thriller de ciencia ficción de 2024, Breathe.
El programa de entrevistas de Hudson, The Jennifer Hudson Show, se emitió desde el 12 de septiembre de 2022. El 18 de octubre de 2024, Hudson lanzó su primer álbum navideño, The Gift of Love y se embarcó en una gira por los Estados Unidos, «The Gift of Love: An Intimate Live Experience».

## Vida personal
Hudson comenzó a salir con James Payton en 1999, cuando tenía 18. Se separaron a finales de 2007. Hudson conoció a David Otunga, un profesional de lucha libre en el WWE y graduado de derecho en Harvard, y la pareja se comprometió en septiembre de 2008. En agosto de 2009, Hudson dio a luz a su primer hijo, un niño llamado David Daniel Otunga, Jr.
En octubre de 2008, la madre de Hudson de 57 años de edad, Darnell Donnerson y un hermano mayor de 29 años de edad, Jason, fueron encontrados muertos de un disparo dentro del hogar en Chicago que Donnerson compartía con la hermana mayor de Hudson, Julia. Se emitió una alerta AMBER para su sobrino de siete años de edad, Julian Kings, cuando Julia reportó su desaparición. Tres días después, el FBI confirmó que un cuerpo encontrado en el oeste de Chicago era el del sobrino, y una autopsia indicó que la muerte se debió a "múltiples heridas de bala". William Balfour, de 27 años de edad, exesposo de la hermana de Hudson, Julia, fue acusado de tres cargos de asesinato en primer grado, un cargo de invasión de hogar y se le negó la libertad bajo fianza. En mayo de 2012, fue declarado culpable de todos los siete cargos contra él, incluyendo posesión de un vehículo robado.
En julio de 2013 fue sentenciado a tres cadenas perpetuas sin posibilidad de libertad condicional a cumplir consecutivamente, seguidas por otros 120 años para sus otras condenas. Está encarcelado en el Centro Correccional Stateville cerca de Joliet, Illinois.
La familia de Hudson anunció la creación de la Fundación The Hudson-King para familiares de víctimas asesinadas, en honor a sus tres parientes fallecidos.

## Discografía
Álbumes de estudio
- 2008: Jennifer Hudson
- 2011: Remember Me
- 2014: JHUD

Bandas sonoras
- 2006: Dreamgirls
- 2016: Hairspray Live!

## Filmografía

### Películas
| Año  | Título                     | Personaje                    |
| ---- | -------------------------- | ---------------------------- |
| 2006 | Dreamgirls                 | Effie White                  |
| 2008 | The Secret Life of Bees    | Rosaleen Daise               |
| 2008 | Sex and the City           | Louise de Saint Louis        |
| 2008 | Winged Creatures           | Kathy Archenault             |
| 2012 | The Three Stooges          | Hermana Rosemary             |
| 2013 | Call Me Crazy: A Five Film | Maggie                       |
| 2016 | Sing: Ven y canta          | Nana Noodleman (voz cantada) |
| 2017 | Sandy Wexler               | Courtney                     |
| 2019 | Cats                       | Grizabella                   |
| 2020 | Respect                    | Aretha Flanklin              |
| 2024 | Breathe                    | Maya                         |

### Teatro
| Año  | Título             | Personaje       | Notas                  |
| ---- | ------------------ | --------------- | ---------------------- |
| 2003 | Disney: El Musical | Princesa Jazmín | Espectáculo de crucero |

## Premios y nominaciones

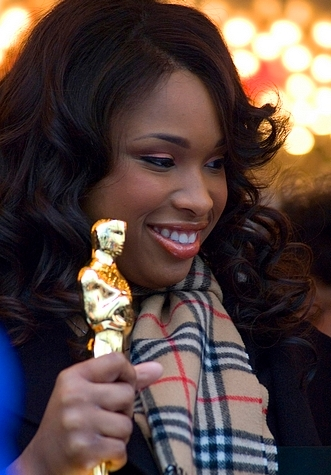
Jennifer Hudson con su Premio Óscar en diciembre de 2007.

Premios Óscar
| Año  | Categoría               | Película   | Resultado |
| ---- | ----------------------- | ---------- | --------- |
| 2007 | Mejor actriz de reparto | Dreamgirls | Ganadora  |

Globos de Oro
| Año  | Categoría               | Película   | Resultado |
| ---- | ----------------------- | ---------- | --------- |
| 2007 | Mejor actriz de reparto | Dreamgirls | Ganadora  |

Premios BAFTA
| Año  | Categoría               | Película   | Resultado |
| ---- | ----------------------- | ---------- | --------- |
| 2007 | Mejor actriz de reparto | Dreamgirls | Ganadora  |

Premios del Sindicato de Actores
| Año  | Categoría               | Película   | Resultado |
| ---- | ----------------------- | ---------- | --------- |
| 2007 | Mejor reparto           | Dreamgirls | Candidata |
| 2007 | Mejor actriz de reparto | Dreamgirls | Ganadora  |
| 2022 | Mejor actriz            | Respect    | Nominada  |

Satellite Awards
| Año  | Categoría               | Película   | Resultado |
| ---- | ----------------------- | ---------- | --------- |
| 2007 | Mejor Actriz de reparto | Dreamgirls | Ganadora  |

Premios Grammy
| Año  | Categoría          | Álbum           | Resultado |
| ---- | ------------------ | --------------- | --------- |
| 2009 | Mejor Álbum de R&B | Jennifer Hudson | Ganadora  |

Premios Daytime Emmy
| Año  | Categoría                                                                       | Serie     | Resultado |
| ---- | ------------------------------------------------------------------------------- | --------- | --------- |
| 2020 | Emmy Award for Outstanding Interactive Program Programa Interactivo excepcional | Baba Yaga | Ganadora  |

Premios Tony
| Año  | Categoría     | Obra           | Resultado |
| ---- | ------------- | -------------- | --------- |
| 2022 | Mejor musical | A Strange Loop | Ganadora  |